# Cuadro (motocicleta)

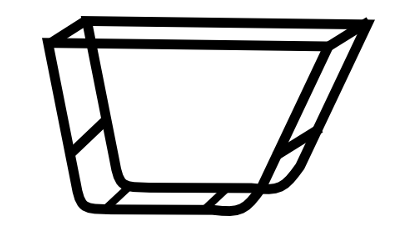
Esquema de un bastidor de doble cuna para motocicletas

El cuadro, o marco, o chasis, o bastidor dependiendo de región o nacionalidad, es la pieza básica de una motocicleta, en la cual se fijan los otros componentes como la horquilla, las ruedas, motor, el asiento, el manillar (dependiendo del diseño), etc. Simplificando, se trata de conseguir una estructura rígida capaz de soportar grandes esfuerzos y cuanto más grande el cuadro, menos rígido va a resultar. Sin embargo, diferentes materiales, pueden permitir nuevos diseños.

## Tipos
Aunque existen distintos tipos de cuadro, los tipos básicos son diamante, delta, cuna sencilla, cuna doble, de columna o viga simple, de viga doble, estampados y Trellis o perimetral. Los cuadros más comunes están basados en el cuadro de doble cuna. Los cuadros se diseñan dependiendo del tipo o aplicación de las motocicletas como por ejemplo la tipo bobber que suele tener cuadro de doble delta, parecido al cuadro de doble cuna pero de suspensión rígida, donde la base de los triángulos corre casi paralela al piso y abajo, el motor está en dos de los vértices de abajo y la llanta trasera en los otros dos de modo que la suspensión es rígida atrás, y la horquilla nace de los vértices superiores de los triángulos, los cuales que están inclinados hacia adelante.
|                                      |
| Bicicleta con «cuadro tipo diamante» |

| |
| Honda CG125 con cuadro de tubo sencillo, cuna simple, dos amortiguadores y resortes para la rueda trasera. |

|                                                                                       |
| Motocicleta Chopper con cuadro de delta doble, suspensión rígida a la llanta trasera. |

| |
| Motocicleta de delta doble, suspensión rígida a la llanta trasera y asiento con resortes para comodidad. |

|                                   |
| Chasis de columna (espina) simple |

|                                                                                 |
| Cuadro de viga doble estampada con un solo amortiguador para la llanta trasera. |

| |
| Cuna semi doble. Tubo largo nace hacia la horquilla, a través del tanque(desmontado), pero el motor se sostiene de arriba como en columna o viga sencilla. Hay un amortiguador con resorte (muelle helicoidal) dentro de la pequeña cuna, casi tapado en el vértice inferior de los triángulos, para la llanta trasera. |

### Espina o columna
El motor está suspendido de una sola columna o barra a lo largo de la motocicleta.
Ejemplos
- Honda CB92 Benly
- MZ TS250

### Cuna simple
Un tubo en forma de trapecio.La base del trapecio está arriba y el motor va descansando cerca de uno de los nodos inferiores. Un larguero (brazo) unido por un buje, para permitir movimiento, hacia atrás desde el cuadro cerca del otro nodo inferior y con uno o dos amortiguadores, sostendría la llanta trasera.
Ejemplos
- en:Honda CG125
- Zanella Sapucai 125

### Cuna semi doble
El motor descansa en la doble cuna, pero por adelante y arriba se unen en un solo tubo que sostiene el asiento, el tanque de combustible y la horquilla.

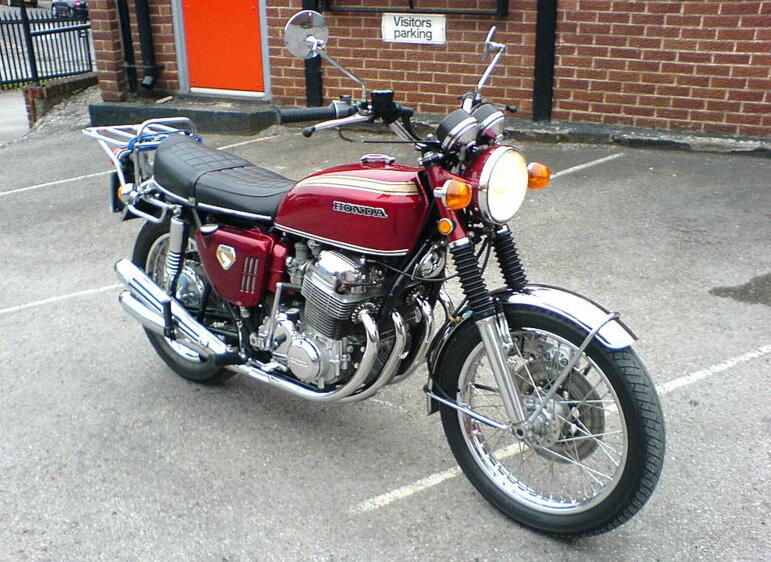
Cuadro de doble cuna en una Honda CB750

Ejemplos
- Suzuki GSX250
- Suzuki TS50ER

### Doble cuna
El motor descansa dentro de dos trapecios paralelos (las cunas) hechos de tubo doblado y soldados.  La base de los trapecios está hacia arriba de la motocicleta y el motor va descansando cerca de uno de los nodos inferiores; unidos ambos trapecios por tubería lateral. Una viga (brazo) unido por un buje al chasis, para permitir movimiento, hacia atrás desde el cuadro cerca de los otros nodos inferiores y con uno o dos amortiguadores, sostendría la llanta trasera. Adelante hay soldado delante arriba del motor, un tubo vertical que es eje del yugo triple de la horquilla. El tanque va atrás de ese tubo (espina) arriba.
Ejemplos
- Norton Manx
- Suzuki TS50X

### Viga simple
Una viga estampada va a lo largo arriba, aunque debajo del asiento; de ella se cuelgan: motor, transmisión, tanque, horquilla y brazo de suspensión posterior.

### Perimétrica
Dos vigas se giran alrededor del motor para unirse adelante para generar el tubo a la horquilla de dirección y hacia atrás para el brazo de la llanta trasera, con las mínimas dimensiones para aumentar la rigidez. Pueden ser hechos de acero o aluminio estampado. El cuadro trellis usa el mismo principio pero en ese caso se trata de tubo soldado en lugar del metal estampado.
Ejemplos
- Bajaj Pulsar 200NS

### Viga doble
Vigas gemelas unen la parte frontal de la motocicleta al pivote de la dirección en una línea lo más corta posible, un cuadro de viga puede ser muy parecido a un chasis perimetral o al trellis, pero las vigas son de metal estampado en lugar de tubo soldado.
Ejemplos
- 1885 Daimler Reitwagen
- Yamaha FZR600

### Estampadas

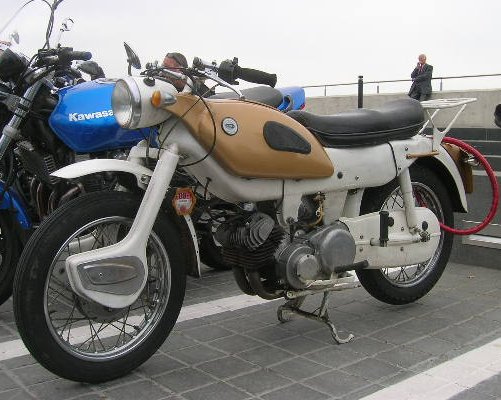
Acero estampado de una Ariel Arrow

El cuadro puede ser  prensado o estampado de una lámina de metal para formar un chasis y carrocería del tipo automotriz o monocasco o semi monocasco; o el estampado puede formar una viga de donde cuelgan motor, transmisión, tanque, brazo trasero y eje de dirección.
Ejemplos
- Ariel Arrow[1]
- Honda Super Cub[2]

### Monocasco
El chasis es la misma piel o caparazón de la motocicleta, equivale al chasis y carrocería juntos en el automóvil, normalmente hecho por el proceso de estampado. 

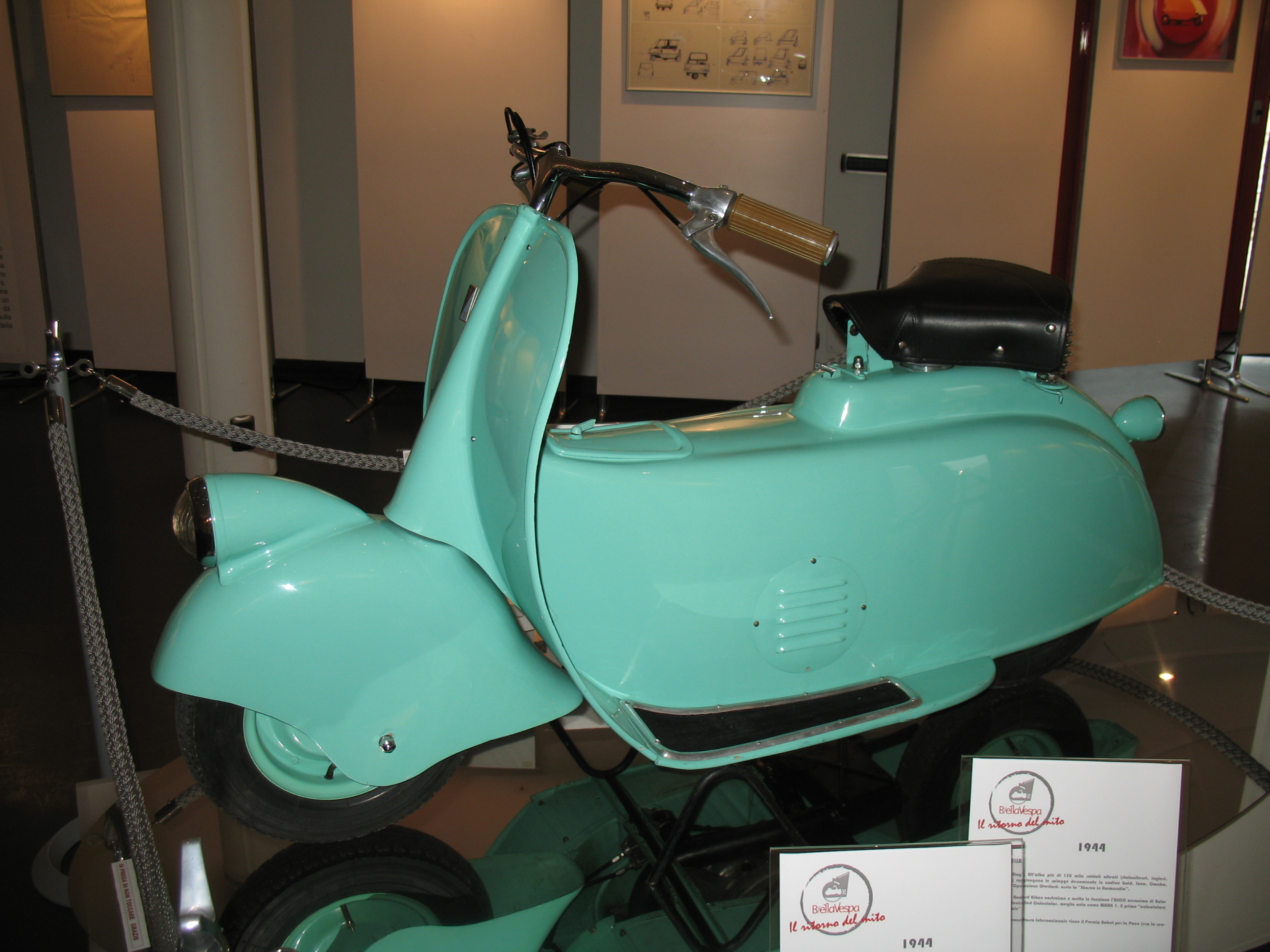
1944 Piaggio MP5 chasis monocasco

Ejemplos
- 1944 Piaggio MP5
- 2008 Kawasaki Ninja ZX-14

### Trellis

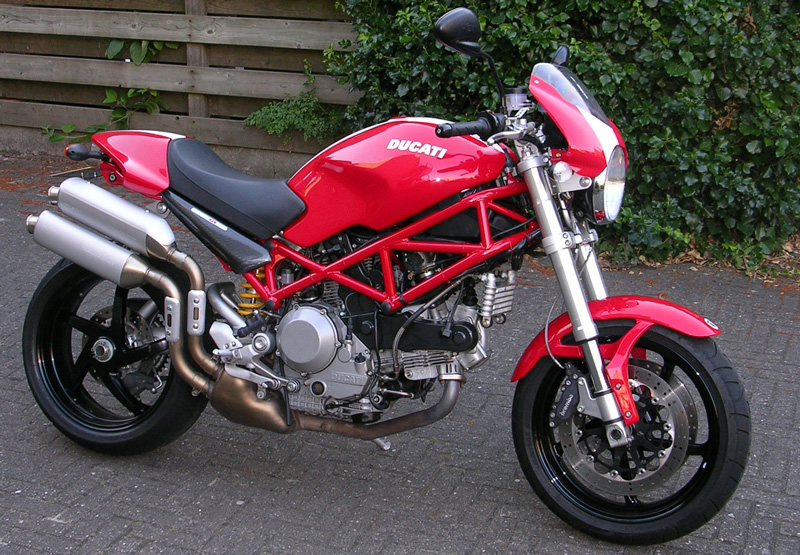
Cuadro trellis de tubo de acero (rojo) en una Ducati Monster 1000. El motor forma parte de la estructura de sostén.

En el cuadro trellis una red de tubos en arreglos triangulares, conectan el buje de dirección rodeando el motor hasta el brazo de la llanta trasera, buscando la ruta más corta. La estructura sigue el principio de  lattice girder para formar una estructura tubular de forma oval. Los segmentos son soldados entre sí. El cuadro trellis forma una estructura fuerte pero al mismo tiempo ligera. Algunos de los chasis trellis como en la Yamaha TRX850, son híbridos al tener partes de vaciado o fundición en el pivote de dirección, soldados a la estructura de triángulos. Las ventajas de esta estructura son: su ligereza, fácil acceso a los componentes y baja inversión para su producción.
Aunque la construcción de un chasis trelis implica un proceso más complejo, no es necesaria una inversión tan grande, ya que solo es necesaria una planta TIG y un soldador competente. Por esta razón el cuadro trellis es una opción muy recurrida por los fabricantes europeos.
Ejemplos
- La mayoría de las Ducatis modernas.
- KTM 690 Enduro
- Honda VTR250
- Benelli TNT300
- Indian FTR1200

## Componentes del cuadro

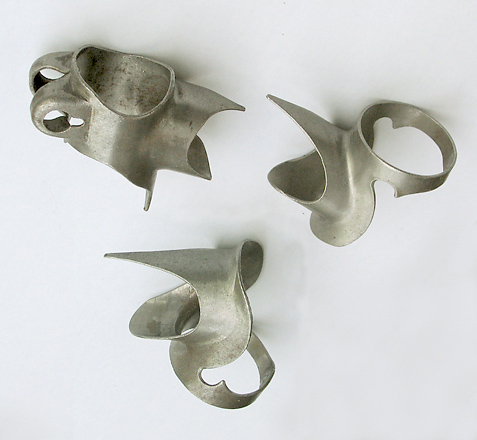
Racores Prugnat type 62 D.
A la izquierda, racor para el tubo horizontal y el tubo dl asiento; a la derecha, racor frontal para el tubo horizontal y el tubo frontal, y abajo, racor frontal para el tubo frontal y el tubo oblicuo o diagonal.

### Tubos del cuadro
En el cuadro diamante, el triángulo principal está formado por cuatro tubos que se juntan mediante soldadura. Existen (básicamente) tres métodos para construir un cuadro: con soldadura con racores, soldadura a filete y soldadura TIG donde se unen el tubo horizontal, el tubo frontal (de dirección), el tubo diagonal o oblicuo, y el tubo del asiento. El triángulo trasero va unido al tubo del asiento, desde cuya parte superior salen un par de tirantes que bajan hasta las punteras traseras (para fijar la rueda), y otro par de tubos (vainas) que forman la horquilla trasera, y que van desde la caja del eje pedalier hasta las punteras traseras. En el tubo frontal se introduce la potencia que sostiene a la horquilla delantera y que se fija mediante un cono de blocaje (o de expansión) unido al sistema de dirección.

## Geometría del cuadro

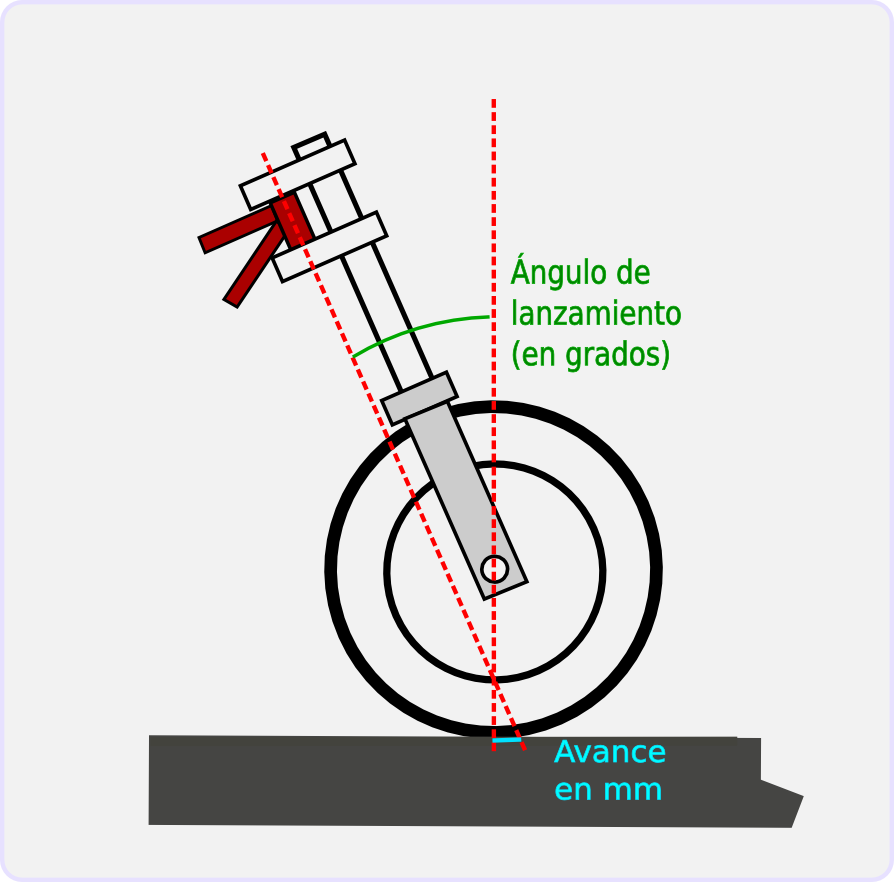
Ángulo de lanzamiento y distancia de avance en la geometría del eje de dirección de una motocicleta, aunque se aplica a bicicletas y ruedas en general.

La longitud de los tubos, y los ángulos a los que están unidos definen la geometría del cuadro. Los ángulos habituales que se hace referencia en el diseño del cuadro son el ángulo del tubo frontal (de dirección)  y el ángulo del tubo del asiento. Estos ángulos se miden generalmente con referencia al horizontal. El rango típico es entre 68° a 75° grados.
En general, las motocicletas con ángulos más relajados (números más bajos) tienden a ser más estables y cómodas. Las motocicletas con ángulos más cerrados o pronunciados , más verticales (números más altos) tienden a ser más maniobrables, pero menos cómodas en superficies rugosas. Cuadros con ángulos más relajados tienden a tener la distancia entre ejes (batalla) más larga que los cuadros más verticales, motocicletas con ángulos relajados suelen tener mayor ángulo de horquilla. Todos estos factores contribuyen a las características de conducción.
Las deportivas de pista, son de chaparras a mediana altura y de batalla media o corta y pequeño avance. Se alarga la batalla para arrancones (drag style). 
Las motocicletas de terracería son altas, gran libramiento, de avance corto o mediano y de batalla corta.
Las motocicletas cruceras suelen ser de batalla larga, avance grande y altura del asiento y centro de gravedad bajos.
Las principales características de la geometría de la motocicleta que influyen en la geometría del cuadro son batalla, lanzamiento, avance, libramiento y ancho.
El tamaño del cuadro quedará influido también por el tamaño del motor, capacidad de carga, carenado, aparte de los factores ya vistos

## Materiales del cuadro
Originalmente se usaba acero, en la actualidad se usan diversos metales refinados a partir de minerales y hasta la fibra de carbono, o sus combinaciones:

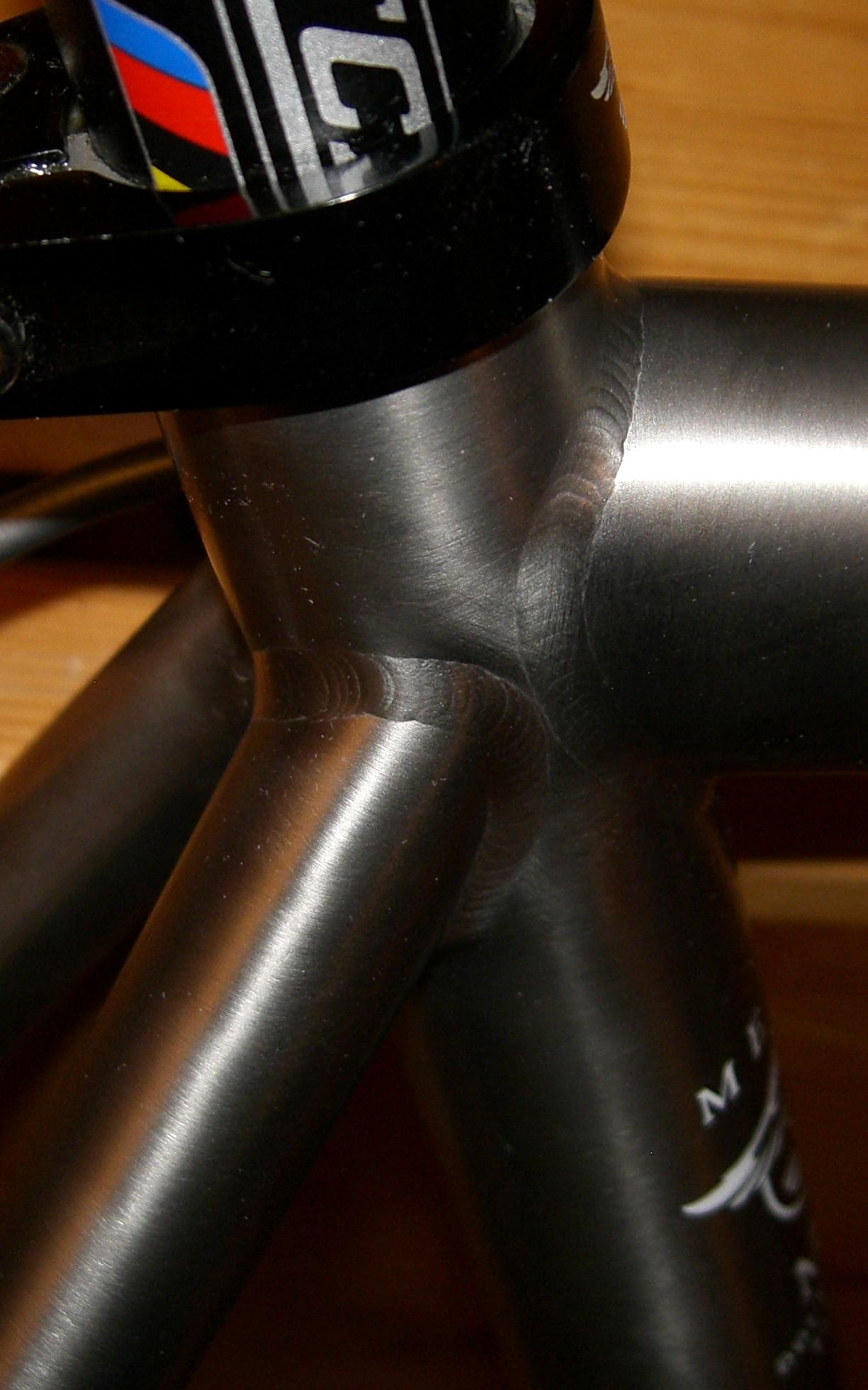
Uniones con soldadura a filete en tubos de titanio

- Acero
- Aluminio
- Titanio
- Magnesio
- Fibra de carbono

## Suspensión
Algunas motocicletas se han construido con suspensión en el cuadro (rígida). Otras con brazo móvil a la llanta trasera y uno o dos amortiguadores y resortes entre el brazo y el cuadro.